# Батлин, Пол
Пол Батлин (англ. Paul Butlin; род. 16 марта 1976) — британский боксер-профессионал, джорнимен, выступавший в тяжёлой весовой категории.

## Биография и карьера
Родился 16 марта 1976 года в городе Окем графства Ратленд. В настоящее время проживает в городе Стамфорд графства Линкольншир.
11 апреля 2008 года в турнире Prizefighter, транслировавшемся Sky Sports, Батлин в четвертьфинале победил ирландского боксёра Colin Kenna, проиграл по очкам в полуфинале британскому боксёру Дэвиду Долану.
Боксировал с Дереком Чисорой 22 мая 2009 года в матче-реванше, но проиграл бой по очкам. 20 июня этого же года бился Джонатаном Бэнксом и проиграл нокаутом в седьмом раунде.
25 сентября 2010 года Батлин проиграл польскому боксёру-тяжеловесу Альберту Сосновскому техническим нокаутом в первом раунде.
26 октября 2013 провёл бой с олимпийским чемпионом Энтони Джошуа на Sheffield Arena, бой был остановлен во втором раунде — победил Джошуа техническим нокаутом.
Пол Батлин открыл зал бокса под названием Hardknocks в городе Melton Mowbray графства Лестершир.